# FV107 Scimitar

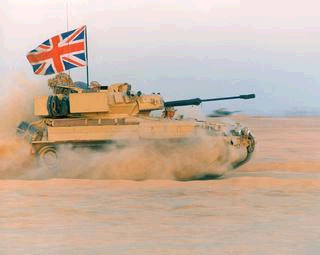
Um FV107 durante uma manobra militar em 2004.

O FV107 Scimitar é um veículo militar blindado de reconhecimento, desenvolvido para o Exército Britânico, fabricada pela Alvis Car and Engineering Company em Coventry. Ele é similar ao FV101 Scorpion contudo possui armamentos melhores, como um canhão de 76 mm.

## Utilizadores
- Reino Unido: 325 unidades[1]
- Bélgica: 141 unidades[2] retiradas de serviço em 2005.[3]
- Jordânia: 175 unidades
- Honduras: 3 unidades